# Serguéi Yermoláyev
Serguéi Yermoláyev –en ruso, Сергей Ермолаев– es un deportista ruso que compitió en esgrima, especialista en la modalidad de sable. Ganó una medalla de bronce en el Campeonato Europeo de Esgrima de 1995, en la prueba individual.

## Palmarés internacional
| Campeonato Europeo | Campeonato Europeo  | Campeonato Europeo | Campeonato Europeo |
| Año                | Lugar               | Medalla            | Prueba             |
| ------------------ | ------------------- | ------------------ | ------------------ |
| 1995               | Keszthely (Hungría) | Medalla de bronce  | Sable individual   |